# Parafia św. Antoniego w Nowej Soli
Parafia św. Antoniego w Nowej Soli – jedna z czterech parafii rzymskokatolickich w mieście Nowa Sól, należąca do dekanatu Nowa Sól diecezji zielonogórsko-gorzowskiej, metropolii szczecińsko-kamieńskiej w Polsce, erygowana w 1950 roku. Jest obsługiwana przez ojców Kapucynów.